# 梓桐镇
梓桐镇，中国浙江省西北部淳安县下辖的一个镇。

## 辖区
该镇辖有：	练溪村、富石村、黄村、常宁村、唐家村、三联村、西湖村、慈溪村、并峰村、叶家庄村、杜井村、卢家村、结蒙村、程家源村、尹山村、杏富村、胡江村、姜桐村、河联村。